# Gladys Milton Palmer
Gladys Milton Palmer (Reading, 8 gennaio 1884 – Londra, 12 giugno 1952) è stata una produttrice cinematografica e nobile inglese.

## Biografia
Gladys Milton Palmer nacque l'8 gennaio 1884 a Reading in una nota famiglia quacchera. Era l'unica figlia di sir Walter Palmer, I baronetto e di sua moglie, Jean Craig. Suo nonno paterno fu l'industriale George Palmer, proprietario del biscottificio Huntley & Palmers. Suo nonno materno fu invece l'ingegnere e politico William Young Craig. Era nipote di George William Palmer e pronipote di William Isaac Palmer.
Nel 1904 sposò Bertram Brooke, fratello ed erede presunto del raja Charles Vyner Brooke di Sarawak.
Con la grande fortuna economica derivante dal padre e la sua passione per il cinema, nel 1922 Gladys decise di costituire una compagnia cinematografica, la Big Four Famous Productions Company, che produsse un film, Potter's Clay, con attrice principale Alice Ellen Terry.
Nel 1932, per adeguarsi alle leggi del Sarawak, si convertì all'islam, ma lo fece apertamente contro la sua volontà e per questo volle che la "conversione si svolgesse non in terra". Per questo motivo affittò un aereo di linea da 42 posti della Imperial Airways organizzando un viaggio dall'aeroporto di Croydon sino a Parigi e la cerimonia, condotta da Khalid Sheldrake, si svolse sopra il Canale della Manica. Sheldrake le assegnò il nome arabo di "Khair-ul-Nissa" ("lealtà di donna") o "Khair un-nisa binti 'Abdu'llah".
Gladys morì il 12 giugno 1952 e venne sepolta nella chiesa di St Leonard's a Sheepstor, nel Devon.

## Matrimonio e figli
Il 28 giugno 1904 Gladys Palmer sposò Bertram Brooke, figlio del raja Charles Brooke e di Margaret Alice Lili de Windt. Con questo matrimonio divenne membro della casa reale dei raja di Sarawak. Dopo la morte del suocero nel 1917, il fratello maggiore di suo marito, Charles Vyner Brooke, gli succedette al trono e pertanto suo marito divenne suo erede presunto e gli venne accordato il titolo di Tuan Muda di Sarawak e il titolo di Altezza. Come moglie del Tuan Muda, la Palmer ottenne il titolo di Dayang Muda e il trattamento di Altezza. Gladys e Bertram ebbero insieme quattro figli:
- Jean Margaret Palmer Brooke
- Elizabeth Brooke
- Anne Elaine Primula Brooke
- Anthony Brooke

## Ascendenza
|                            |            |                 | Genitori      |  |  | Nonni |  |  | Bisnonni       |  |  | Trisnonni      |  |
|                            |            |                 |               |  |  |       |  |  | William Palmer |  |  | William Palmer |  |
|                            |            |                 |               |  |  |       |  |  | William Palmer |  |  | William Palmer |  |
|                            |            | Hannah Clark    |               |  |  |       |  |  | William Palmer |  |  |                |  |
| George Palmer              |            |                 |               |  |  |       |  |  | William Palmer |  |  |                |  |
|                            |            | Mary Isaac      | William Isaac |  |  |       |  |  |                |  |  |                |  |
|                            |            | Mary Isaac      | William Isaac |  |  |       |  |  |                |  |  |                |  |
|                            |            | Mary Isaac      | Elizabeth ?   |  |  |       |  |  |                |  |  |                |  |
| Walter Palmer, I baronetto |            | Mary Isaac      |               |  |  |       |  |  |                |  |  |                |  |
|                            |            | Robert Meteyard |               |  |  |       |  |  |                |  |  |                |  |
|                            |            |                 |               |  |  |       |  |  |                |  |  |                |  |
|                            |            |                 |               |  |  |       |  |  |                |  |  |                |  |
| Elizabeth Sarah Meteyard   |            |                 |               |  |  |       |  |  |                |  |  |                |  |
|                            |            |                 |               |  |  |       |  |  |                |  |  |                |  |
|                            |            |                 |               |  |  |       |  |  |                |  |  |                |  |
|                            |            |                 |               |  |  |       |  |  |                |  |  |                |  |
| Gladys Milton Palmer       |            |                 |               |  |  |       |  |  |                |  |  |                |  |
|                            | John Craig |                 |               |  |  |       |  |  |                |  |  |                |  |
|                            |            |                 |               |  |  |       |  |  |                |  |  |                |  |
|                            |            |                 |               |  |  |       |  |  |                |  |  |                |  |
| William Young Craig        |            |                 |               |  |  |       |  |  |                |  |  |                |  |
|                            |            |                 |               |  |  |       |  |  |                |  |  |                |  |
|                            |            |                 |               |  |  |       |  |  |                |  |  |                |  |
|                            |            |                 |               |  |  |       |  |  |                |  |  |                |  |
| Jean Craig                 |            |                 |               |  |  |       |  |  |                |  |  |                |  |
|                            |            | Richard Stanney |               |  |  |       |  |  |                |  |  |                |  |
|                            |            |                 |               |  |  |       |  |  |                |  |  |                |  |
|                            |            |                 |               |  |  |       |  |  |                |  |  |                |  |
| Henrieta Milton Stanney    |            |                 |               |  |  |       |  |  |                |  |  |                |  |
|                            |            |                 |               |  |  |       |  |  |                |  |  |                |  |
|                            |            |                 |               |  |  |       |  |  |                |  |  |                |  |
|                            |            |                 |               |  |  |       |  |  |                |  |  |                |  |
|                            |            |                 |               |  |  |       |  |  |                |  |  |                |  |